# 垂直舌筋
垂直舌筋（すいちょくぜつきん）は舌筋の一つ。舌前縁に見られる。舌上面から下面に向けて繊維が伸び、舌の平坦化に関わる内舌筋である。